# Spinnaker Tower
La torre Spinnaker (en inglés: Emirates Spinnaker Tower) es una torre mirador monumental de Inglaterra que tiene 170 m de altura. Es la pieza central de las obras de ampliación del puerto de Portsmouth, que fue financiado con fondos de la Lotería Nacional. Su forma fue seleccionada por los residentes de Portsmouth. La torre, diseñada por la firma local «HGP Architects and engineering» consultores de Scott Wilson y construida por  Mowlem, refleja la historia marítima de Portsmouth, por lo que se ha modelado como una vela. Fue inaugurada el 18 de octubre de 2005.
Pertenece al Consejo de la Ciudad de Portsmouth, aunque operativamente es gestionada por «Continuum Leading Attractions», un grupo que gestiona atracciones culturales con sede en York. Continuum también gestiona otras cinco atracciones para visitantes en todo el país. Luego de un acuerdo de patrocinio comercial con la aerolínea Emirates, con sede en Dubái, la torre cambió su nombre en julio de 2015.

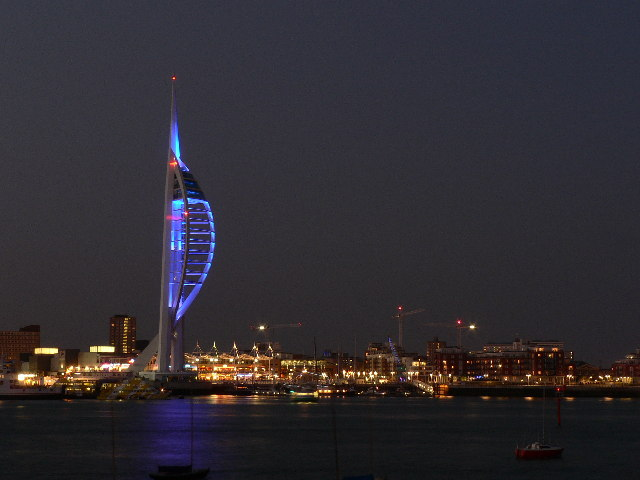
La torre en 2005

## Edificación
La torre, con una altura de 170 m sobre el nivel del mar, es de dos veces y media más alta que la columna de Nelson, por lo que es la edificación visitable más alta en el Reino Unido fuera de Londres. Es visible desde varios kilómetros alrededor de Portsmouth,  y ha cambia el horizonte de la zona. Se puede ver desde la isla de Wight, desde la península de Manhood e incluso desde los Highdown Gardens en Worthing.
La torre representa una velas hinchadas por el viento, un diseño conseguido utilizando dos grandes arcos de acero en blanco, que sugieren la imagen de la vela spinnaker. La estructura de acero se fabricó por  Butterley Engineering En la parte superior hay una triple plataforma de observación, que proporciona una vista de 360° de la ciudad de Portsmouth, y de los puertos de Langstone y Portsmouth, con  una distancia de visualización de 37 kilómetros (23,0 mi). La más alta de las tres plataformas de observación, la  Sky Deck,  tiene un techo de malla de alambre, que permite al visitante estar al aire libre. Las ventanas se extienden por encima de la altura de la cabeza,  por lo que no es posible obtener una vista que no sea a través del vidrio. Hay un suelo de vidrio en la primera plataforma de observación a más de 100 metros sobre el nivel del mar; es una de las mayores de Europa. La torre tiene una vida útil de 80 años.
El diseño es similar al hotel Burj Al Arab en Dubái, cuya altura es algo inferior al doble, con 323 m.

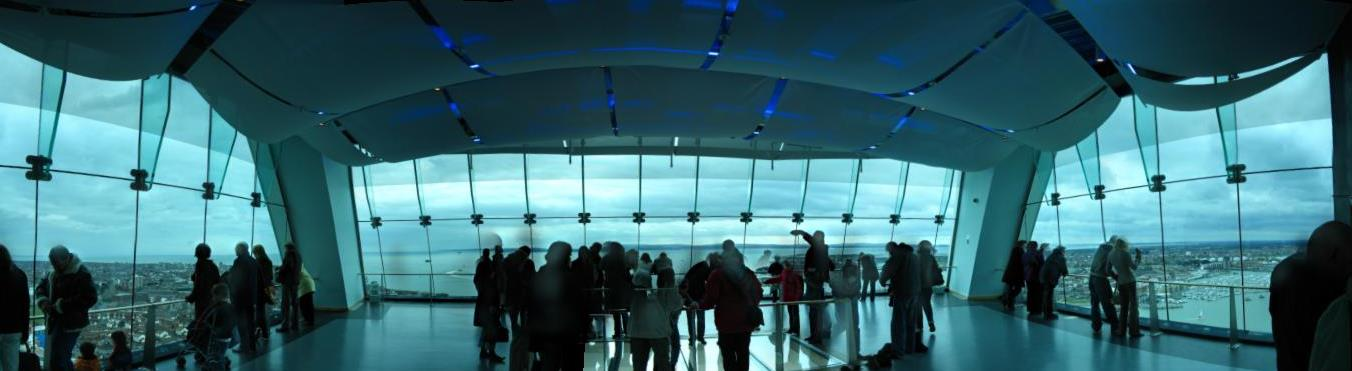
Vista panorámica de la primera plataforma, mostrando la galería acristalada

## Historia
La torre fue originalmente llamada la Torre del Milenio de Portsmouth (Portsmouth Millennium Tower) y fue diseñada como un monumento para conmemorar las celebraciones del Millennium en 2000. El proyecto se concibió en 1995  con una fecha de apertura originalmente prevista para fines de 1999. Debido a problemas políticos, financieros, problemas contractuales y de construcción y solicitudes de fondos adicionales por parte de los constructores Mowlem, la construcción no comenzó hasta 2001 y se completó a mediados de 2005. Debido a la demora de seis años en abrir y no haber estado listo para el Milenio como estaba planeado, la torre pasó a llamarse Torre Spinnaker.
El desarrollo completo del proyecto fue por encima del presupuesto, con un coste total de 35,6 millones de libras esterlinas solo para la torre. Los contribuyentes nunca pensaron pagar la torre, pero el Consejo de la Ciudad de Portsmouth contribuyó  finalmente con £ 11,1 millones a la construcción.
En marzo de 2004, Cllr Leo Madden, antiguo líder del Consejo de Portsmouth, renunció a dirigir el Grupo de Trabajo del Consejo después de un informe muy crítico con la actuación del consejo del proyecto y la falta de explotación de las oportunidades de ingresos, como el Millennium. Barry Smith, asesor legal del proyecto, también se retiró después de haber sido suspendido con el sueldo completo,  sobre todo debido a la controversia sobre el contrato con los constructores, que en un momento le ha costado al Consejo más por cancelarlo que porque fuese completado.
La torre ha tenido una serie de problemas desde su apertura, incluyendo que un malfucionamiento del ascensor externo de cristal. Durante la fase final de construcción, un manifestante del grupo de derechos Fathers 4 Justice  escaló la torre vistiendo una chaqueta de alta visibilidad y desplegando una pancarta en el proceso. Otro incidente ocurrió un año después cuando un saltador de BASE logró pasar la seguridad del sitio y saltó desde la Torre; rápidamente huyó del sitio después de lanzarse en paracaídas.
La torre fue entregada el 16 de octubre de 2005 y abrió dos días después. El día de la inauguración, el gerente del proyecto de la torre, David Greenhalgh, y los representantes de Mowlem y Maspero se quedaron atascados por el mal funcionamiento del ascensor exterior (construido por Maspero) durante una hora y media. Ingenieros de rápel fueron requeridos para rescatarlos. Algunos, incluido el director ejecutivo de la franquicia, sintieron que era justo que esas personas en particular quedaran atrapadas.  El ascensor exterior fue retirado en diciembre de 2012.
Una vez abierta, la torre atrajo mucho más público de lo esperado, a pesar de que solo el ascensor interno trabajó desde su apertura, siendo más de 600.000 personas las que visitaron la torre en el primer año. Es una más de una serie de torres de observación en todo el mundo que se han vuelto populares, como la Harbour Centre de Vancouver, la Torre CN de Toronto, la Torre de Blackpool o la Oriental Pearl Tower de Shanghái.
La torre Spinnaker, que es un punto de referencia del sur de Inglaterra, figura en la secuencia de los títulos del programa de noticias de la BBC South Today. También aparece en ITV News.
En junio de 2006, la prensa local planteó la preocupación de que la torre pudiera verse obligada a cerrar. Todos los edificios públicos en el Reino Unido requieren acceso para minusválidos según la Ley de Discriminación por Discapacidad de 1995. Con el ascensor exterior inoperante y con solo un único ascensor interno y las escaleras disponibles como vías de escape de emergencia, a las personas con discapacidad no se les permitiría acceder a la torre si no pudieran usar las escaleras porque la ley exige un mínimo de dos rutas de escape. Este problema se solucionó mediante la inversión en una silla de evacuación, y la capacitación del personal para usarla. En caso de evacuación, si el ascensor interno quedará fuera de servicio, los que no pudieran descender los 570 escalones podrían usar la silla de evacuación.
En junio de 2009, los operadores de la torre tuvieron éxito en la obtención de un permiso para habilitar una atracción de caída libre adjunta a la Torre. Todavía en 2015 esto solo ha sido un plan.
En 2006, la torre ganó el premio Proyecto RICS del año y el premio Regeneración RICS.

## Galería de imágenes

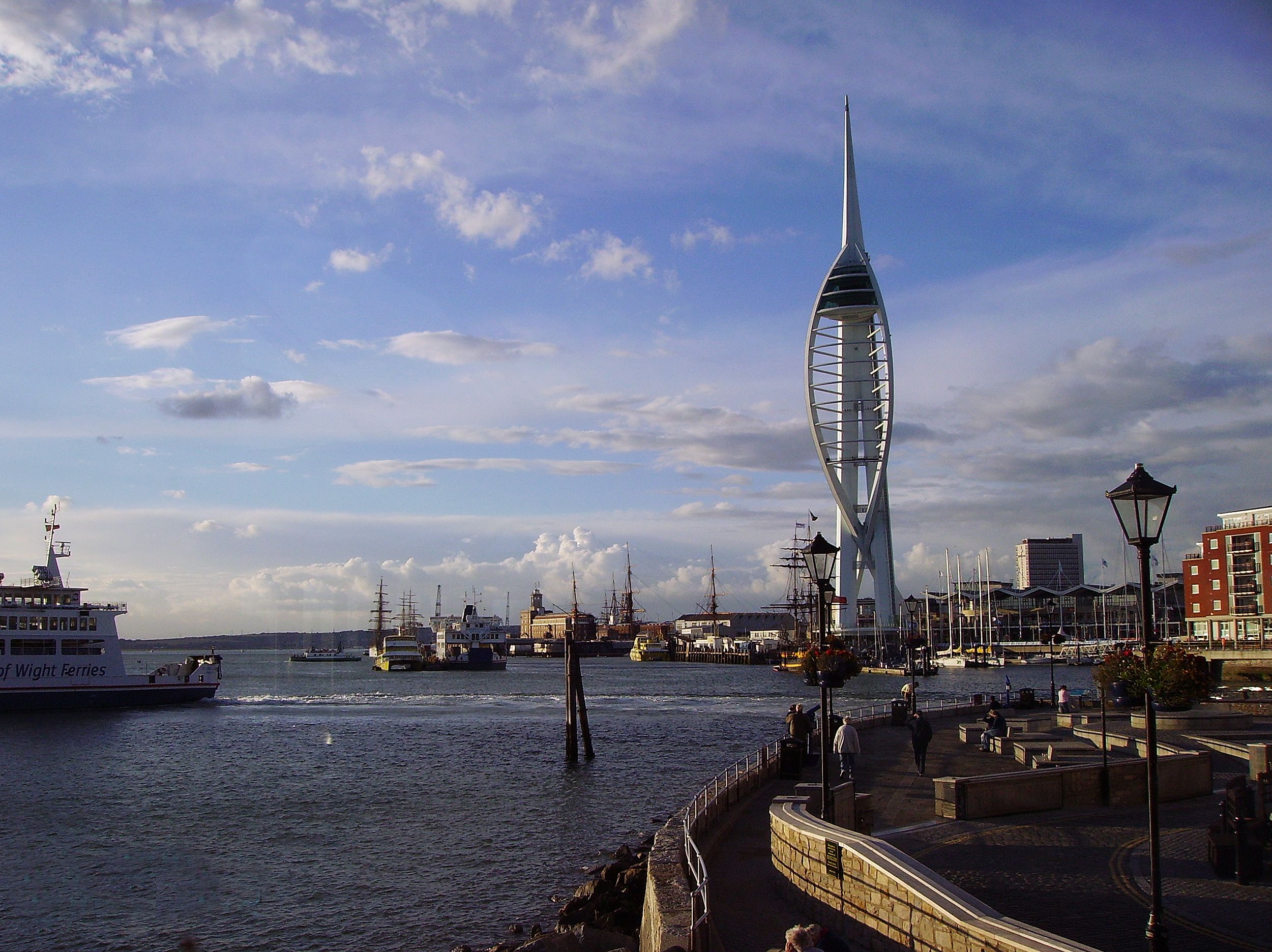
La torre dominando el puerto
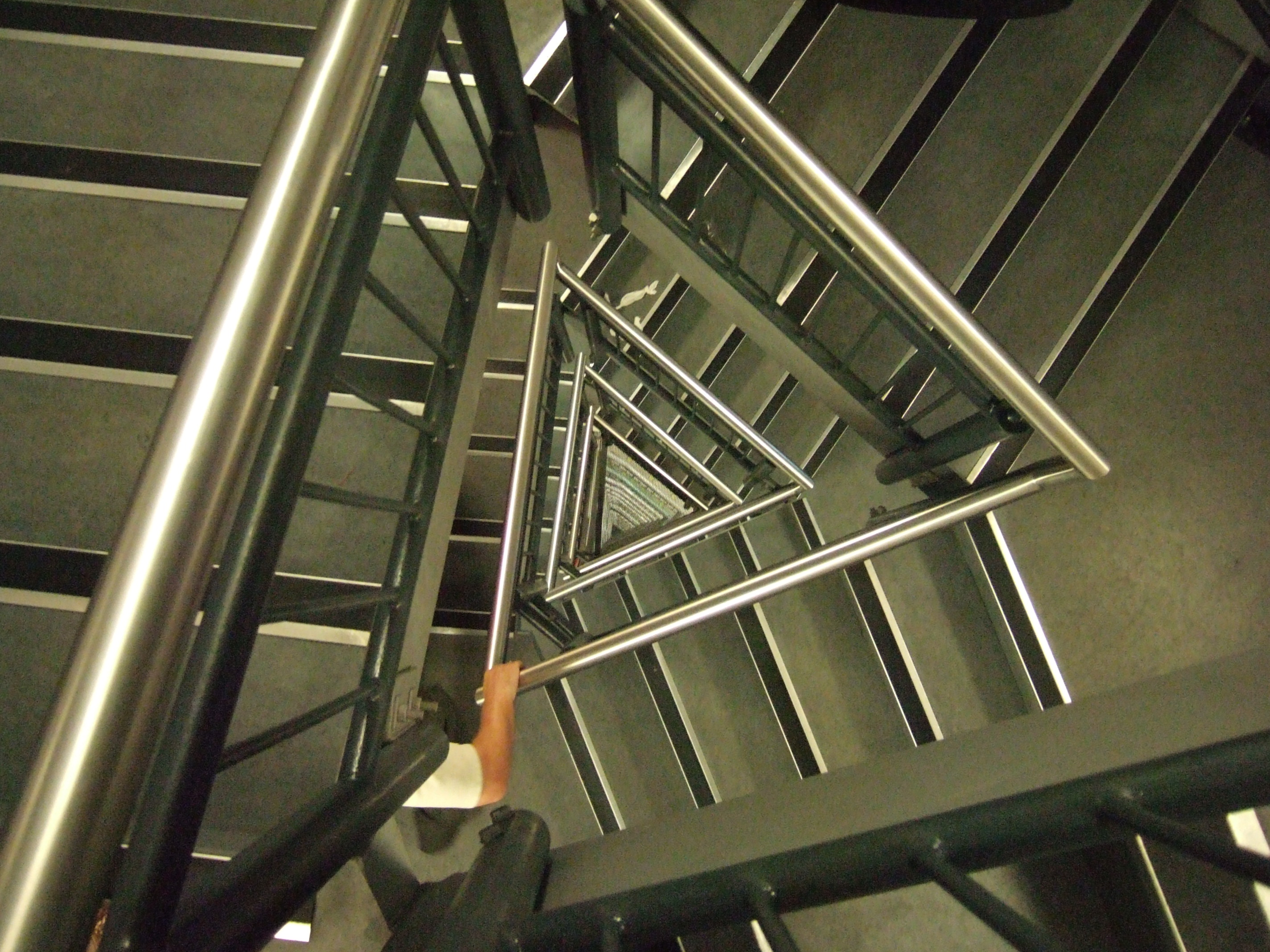
La escalera triangular que debe descenderse en caso de evacuación.
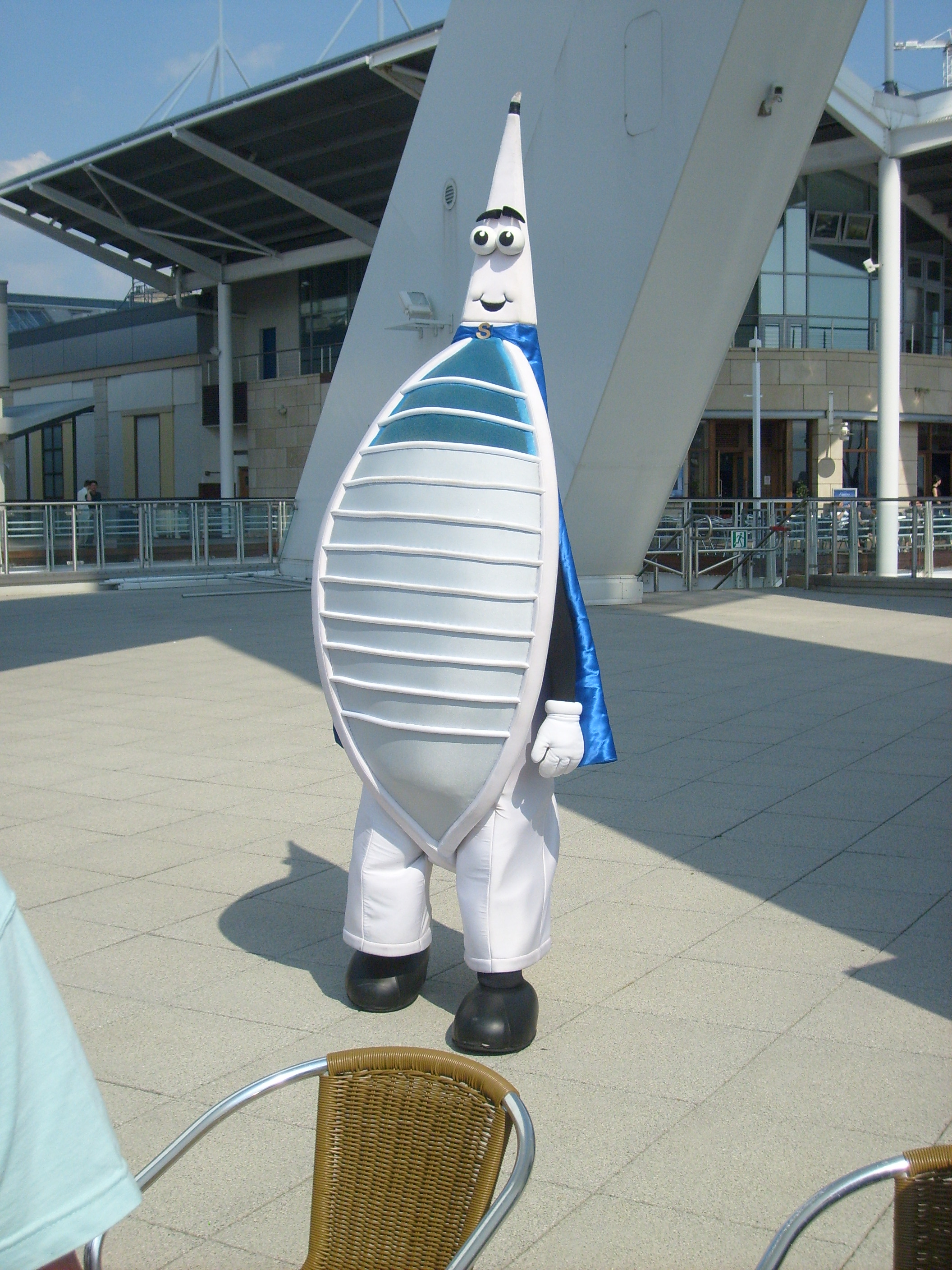
'Spinny',  la antigua mascota de Spinnaker Tower.
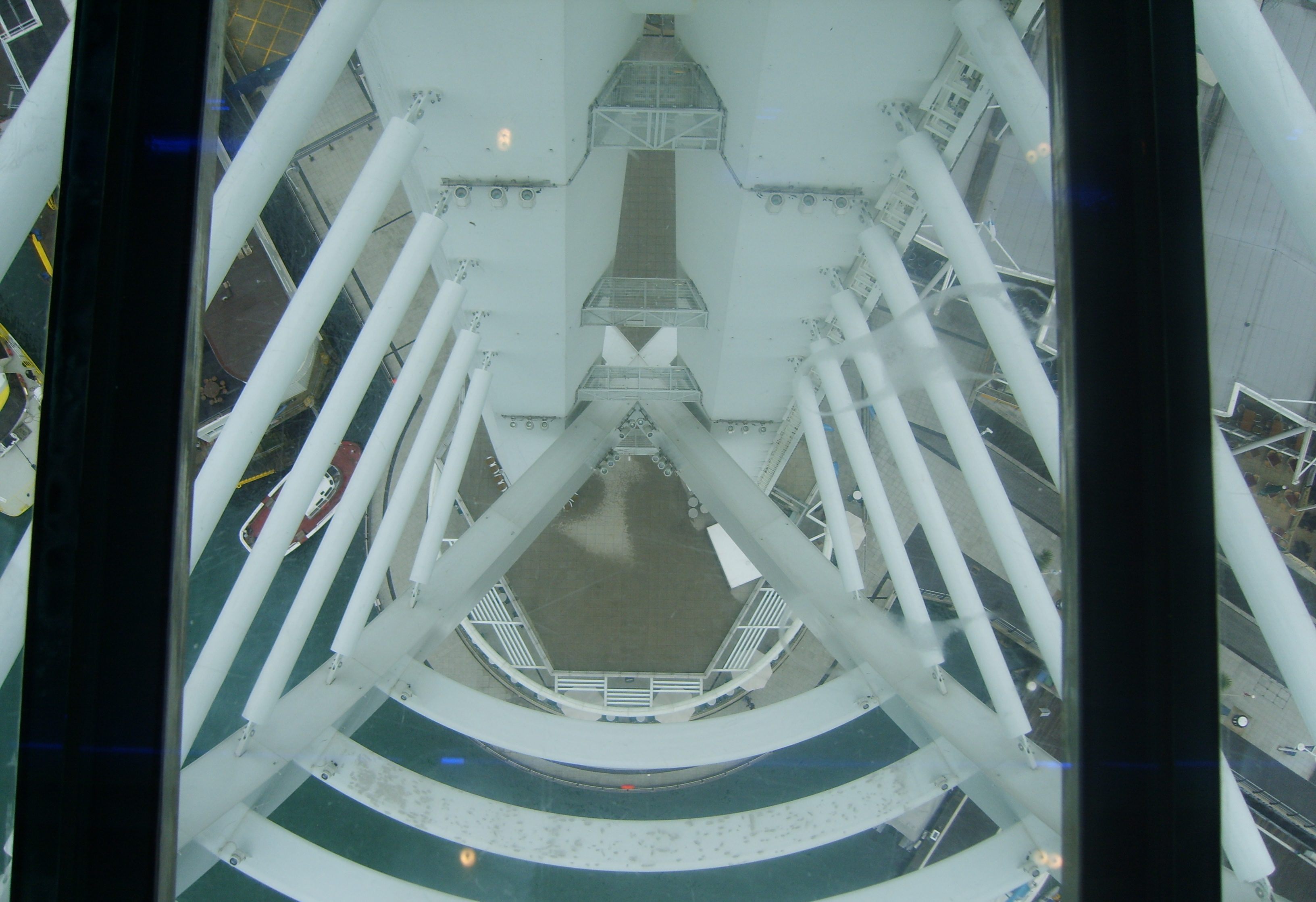
La vista a través del piso de vidrio de la torre.   .
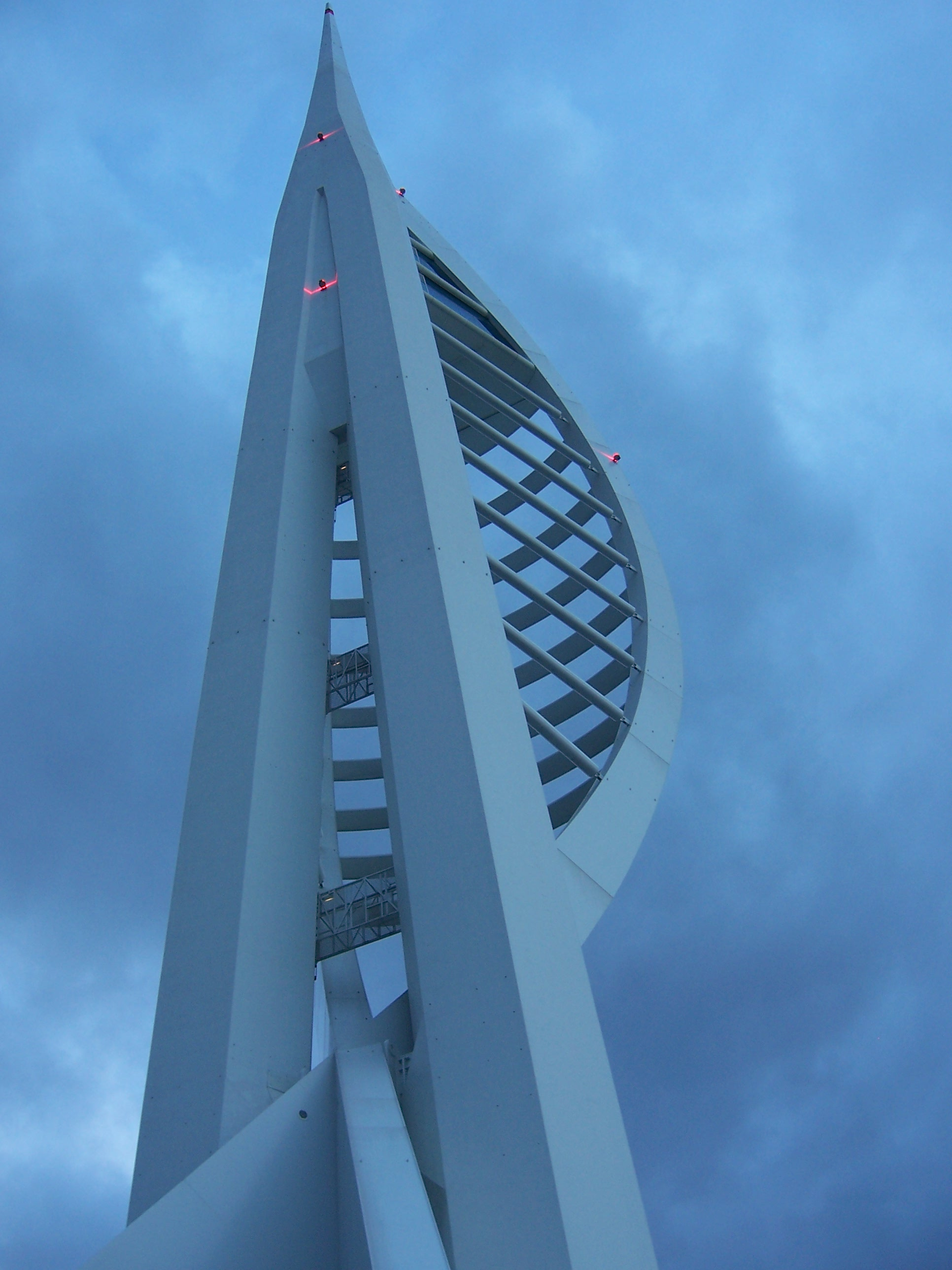
Vista posterior desde el nivel del suelo de la torre..
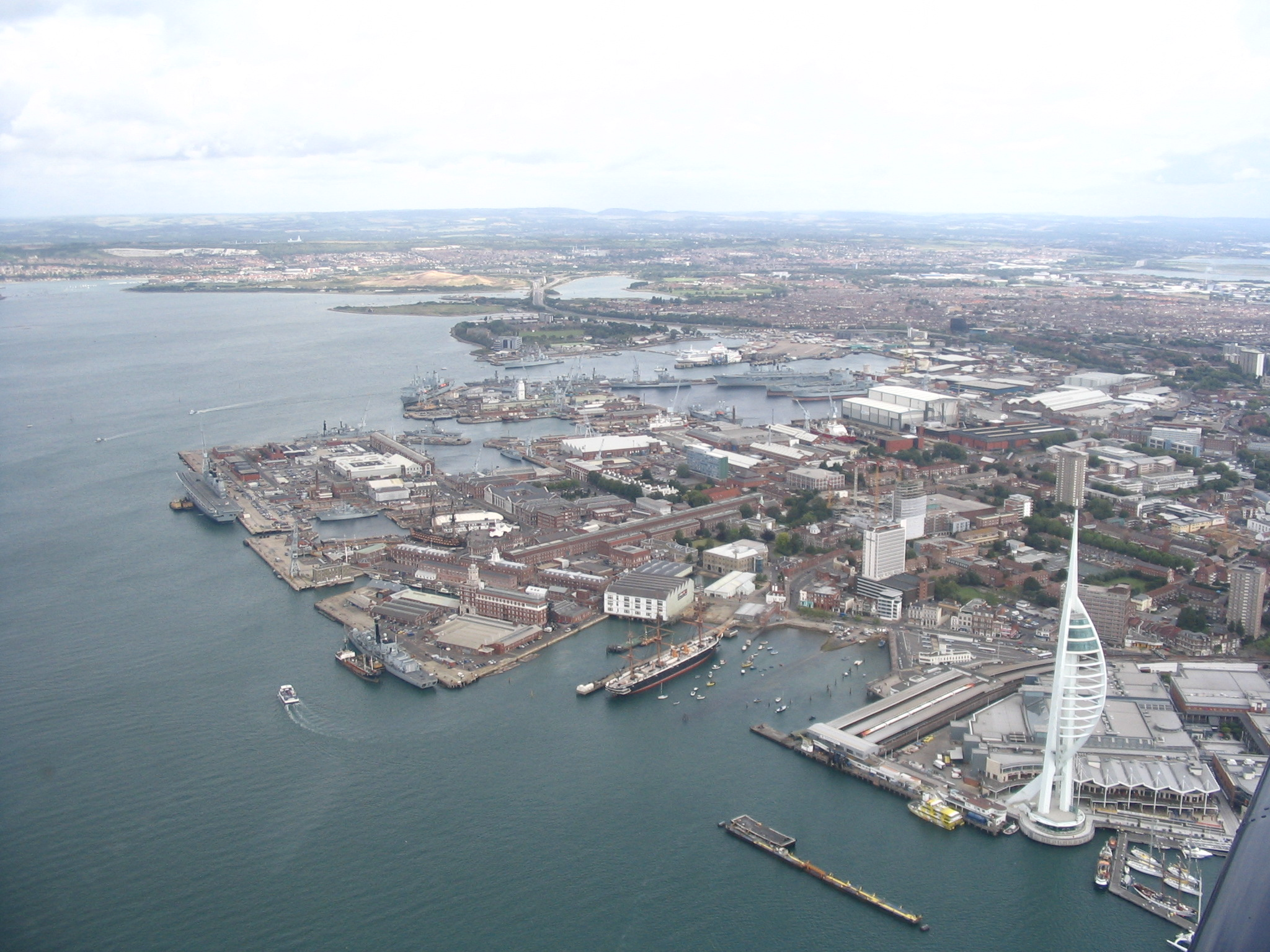
La torre y el puerto desde el aire, 2007.
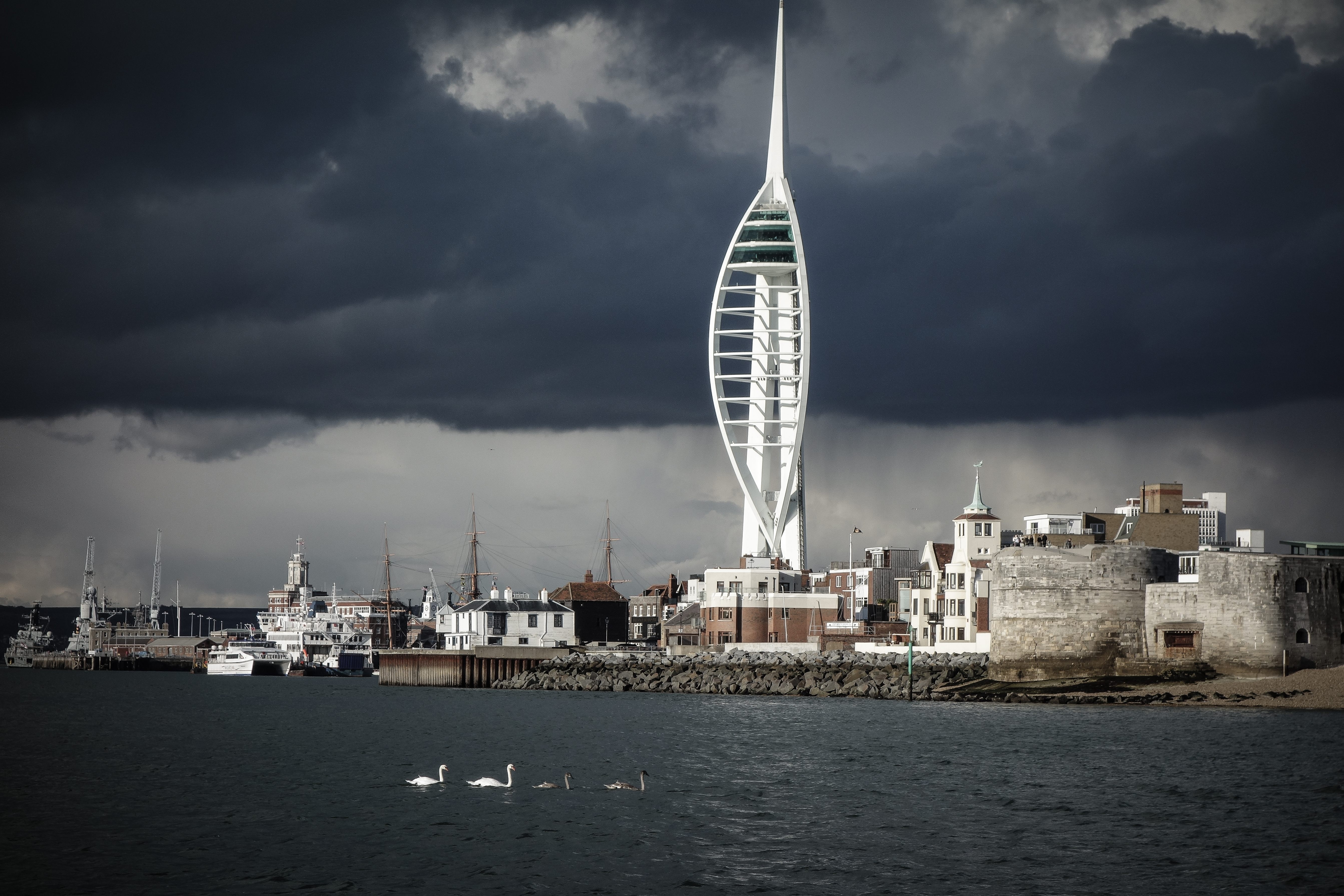
La torre desde el agua, 2012.